# 土屋澄男
土屋 澄男（つちや すみお、1930年2月26日 - 2017年11月5日）は、日本の英語教育学者。
1952年東京高等師範学校英文科卒業（同校最後の卒業生）。1955年東京教育大学心理学科卒、東京都公立中学校教諭、東京教育大附属中学校教諭、茨城キリスト教大学教授、東京電機大学教授、文教大学教授を歴任し、2001年定年。1996-2000年語学教育研究所理事長、のち顧問。キリスト教徒。

## 著書
- 『英語教育ノウハウ講座 2 教え方の評価』開隆堂出版 1983
- 『英語指導の基礎技術』大修館書店 英語指導法叢書　1983
- 『英語科教育法入門』研究社出版 英語・英米文学入門シリーズ　1990
- 『あなたも英語をマスターできる 成功のための五つの公理と只管音読のすすめ』茅ケ崎出版 1998
- 『英語コミュニケーションの基礎を作る音読指導』研究社 2004
- 『永遠のいのちの中へ 聖書の死生観を読む』ヨベル 2009

### 共著
- 『中学校英語科教育法』堤昌生,広野威志共著 日本図書文化協会 中学校・最新教科教育法シリーズ 1981
- 『新英語科教育法入門』広野威志共著 研究社出版 英語・英米文学入門シリーズ　2000
- 『新編英語科教育法入門』編著 秋山朝康,千葉克裕,蒔田守,望月正道著 研究社 2011

### 翻訳
- カレブ・ガテーニョ『赤ん坊の宇宙 その驚くべき自我のはたらき』リーベル出版 1988
- カレブ・ガテーニョ『子どもの「学びパワー」を掘り起こせ 「学び」を優先する教育アプローチ』茅ケ崎出版 2003
- E.ロバートソン『ウィクリフ 宗教改革の曉の星』新教出版社 2004
- ジョン・M.ハル『初めに闇があった ある失明者の聖書との対話』新教出版社 2008

## 論文
- ＜土屋澄男